# Claude Sicard
O padre Claude Sicard (Aubagne, 1677 – 12 de abril de 1726) foi um padre jesuíta francês e um dos primeiros visitantes modernos ao Egito, entre 1708 e 1712, produzindo o mapa mais antigo conhecido do país.

## Carreira
Sicard era um estudioso, e aos 22 anos, foi professor no seminário de Lyon. Foi bem educado em latim, grego, copta e árabe. Era habilidoso em cartografia. Seu objetivo era converter os cristãos coptas do Egito ao catolicismo romano.
Sicard era supervisor da missão jesuíta no Cairo. Durante este período alimentou-se apenas vegetais e se conformou com o modo de vida egípcio por nove anos sucessivos.
Foi o primeiro europeu a localizar Tebas. Identificou as ruínas de Karnak e Luxor como as mais antigas de Tebas. Sicard comentou que "seus restos são magníficos e mais extensos do que é possível imaginar".

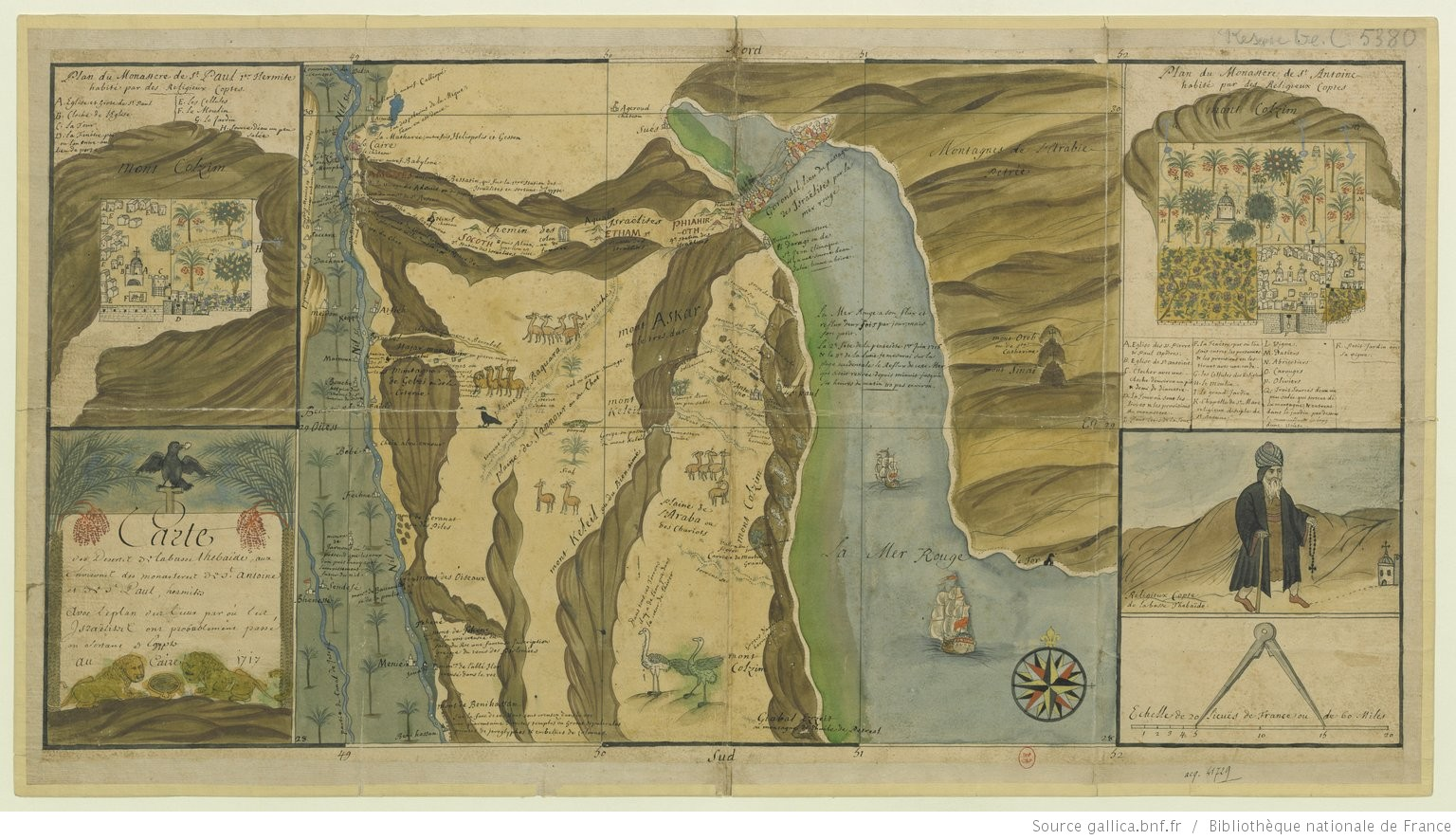
Mapa do Egito de Claude Sicard de 1717

Sicard morreu de peste por ter ajudado os necessitados em 1726.

## Publicações
- Extrait de la Carte de l'Egypte ancienne du P. Sicard présentée à L. XV. Au Kaire l'an 17 .. (1722)